# De l'interprétation
De l'interprétation est une œuvre d'Aristote, deuxième ouvrage de l'Organon, traitant des propositions. Cet ouvrage est aussi souvent mentionné sous son titre latin (De Interpretatione) ou grec (Περὶ ἑρμηνείας, Peri Hermeneias).

## Présentation
Le deuxième livre de l’Organon, est connu sous le titre De l’interprétation en français ; l’appellation la plus usuelle chez les érudits est le titre latin De interpretatione. Ce livre introduit les concepts aristotéliciens de proposition et de jugement et étudie au chapitre 7 les quatre propositions marquées destinées à être employées dans le syllogisme. Il est question de la quantité et de la qualité d’une proposition. Pour la quantité, il y a les deux universelles : « Tous les hommes sont blancs » et « Aucun homme n’est blanc », les deux particulières : « Quelques hommes sont blancs » et « Quelques hommes ne sont pas blancs ». Pour la qualité, il y a les deux affirmatives : « Tous les hommes sont blancs » et « Quelques hommes sont blancs », les deux négatives : « Aucun homme n’est blanc » et « Quelques hommes ne sont pas blancs ».
Il est question des relations mutuelles qui peuvent exister entre deux de ces quatre propositions. Les deux universelles sont définies comme mutuellement contraires, les deux particulières comme des subcontraires. Entre deux propositions différant à la fois en quantité et en qualité, il y a une relation de contradiction, ce qui veut dire que chacune équivaut à la négation de l’autre. Ainsi sont contradictoires la particulière affirmative : « Quelques hommes sont blancs » et l’universelle négative : « Aucun homme n’est blanc ». Entre une universelle d’une certaine qualité et la particulière de la même qualité, il y a une relation d’implication en vertu de laquelle l’universelle implique la particulière. Ainsi l’universelle négative : « Aucun homme n’est blanc » implique la particulière négative : « Quelques hommes ne sont pas blancs ». Le De interpretatione est donc important car il est à l’origine du carré logique ou carré d’Apulée. Au chapitre 9, il est question du fameux problème des futurs contingents et ce chapitre est suivi d’autres qui sont à l’origine de la logique modale.

## Discours et éléments
- Le discours (logos) est un son vocal, dont chaque partie, séparément, a une signification en tant qu'énonciation (une signification mais non pas une valeur de vérité). Tout discours n'est pas une proposition.
- La proposition simple affirme quelque chose de quelque chose ou le nie : c'est une émission de voix possédant une signification concernant la présence ou l'absence d'un attribut dans un sujet ;
- Le nom
- Le verbe
- L'affirmation et la négation
- Universel et singulier

## Futurs contingents
Au chapitre 9 du traité, une objection des philosophes Megariques contre le principe de contradiction est développée et résolue de façon originale. Dans le cas de propositions singulières portant sur le futur, le principe de contradiction implique que soit l'affirmative, soit la négative soit vraie au moment où l'on formule le jugement. Les conséquences d'une telle conception sont poussées à l'absurde par Aristote : 
« Rien n'empêche, en effet, que, dix mille ans à l'avance, tel homme prédise un évènement et tel autre le contraire : ce qui se réalisera nécessairement, c'est celle de ces deux prédictions, quelle qu'elle soit, qui était vraie à ce moment-là ». 
Ce qui mène à un vision déterministe du monde :
« il en résulte que si, de tout temps, les choses se comportaient de telles façon que l'une des propositions contradictoires fût conforme à la vérité, il était nécessaire qu'elle se réalisât ; et l'ensemble des évènements s'est toujours <dans l'hypothèse> déroulé de façon à arriver nécessairement. [...]  

Mais ces conséquences sont inadmissibles. L'expérience nous montre, en effet, que les choses futures ont leur principe dans la délibération et dans l'action. » 
La solution apportée est que ce qu'il est vrai d'affirmer, pour les propositions singulières portant sur le futur, c'est que l'une ou l'autre des alternatives se réalisera. 
« Chaque chose, nécessairement, est ou n'est pas, sera ou ne sera pas, et cependant si on envisage séparément ces alternatives, on ne peut pas dire laquelle des deux est nécessaire. Je prends un exemple. Nécessairement il y aura demain une bataille navale ou il n'y en aura pas ; mais il n'est pas nécessaire qu'il y ait demain une bataille navale, pas plus qu'il n'est nécessaire qu'il n'y en ait pas. »